# McLaren Automotive

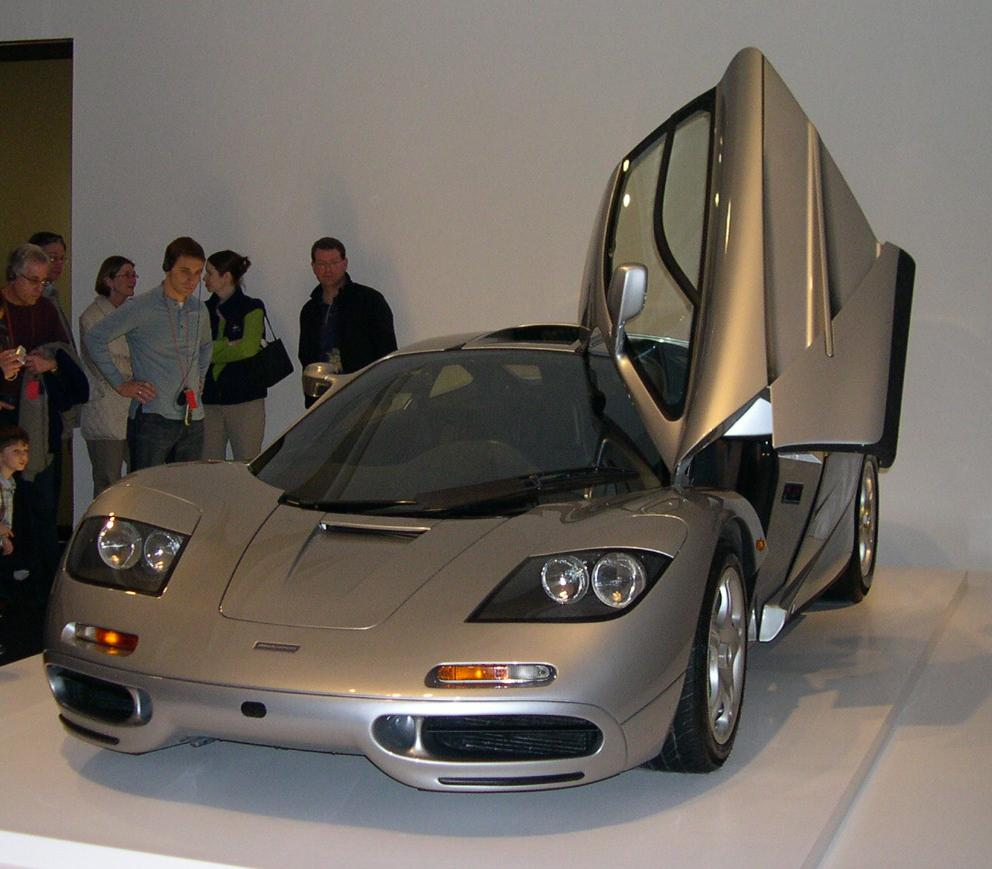
McLaren F1 från 1996

McLaren Automotive, tidigare McLaren Cars, grundades 1989, och är en del av McLaren Group.
McLaren Automotive som vanligtvis kallas McLaren, är en brittisk biltillverkare med högprestandafordon som fokuserar på produktion och utveckling av specialtillverkade bilar med teknik hämtad från formel 1, något som görs möjligt av deras nära samarbete med formel 1-stallet McLaren.

## Modeller
- McLaren F1  (1993 - 98)
- McLaren MP4-12C (2011 - 14)
- McLaren P1 (2013 - 15)
- McLaren 650S (2014 - 17)
- McLaren 675LT (2015 - 17)
- McLaren 540C (2015 - )
- McLaren 570S (2015 - )
- McLaren 720S (2017 - )
- McLaren Senna (2018 - )
- McLaren W1 (2024 - )